# Jerzy Żaba
Jerzy Marek Żaba – profesor nauk geologicznych Uniwersytetu Śląskiego w Katowicach, kierownik tamtejszej Katedry Geologii Podstawowej.

## Życiorys
W 1973 ukończył studia na Wydziale Nauk Przyrodniczych Uniwersytetu Wrocławskiego. Stopień doktora nauk przyrodniczych uzyskał w roku 1980 na Uniwersytecie Warszawskim w specjalności mineralogia, petrografia i geochemia, natomiast stopień doktora habilitowanego w roku 2000 w Państwowym Instytucie Geologicznym w Warszawie, w specjalności geologia strukturalna.
Prowadził badania naukowe w różnych miejscach, między innymi w Czechach (lata 1980, oraz 1982–1985), w Mongolii (rok 1981) oraz w górach Hoggar (Sahara Centralna) w Algierii (lata 1986–1987). W latach 2001–2005 brał udział w projekcie „Paleozoiczna akrecja Polski”, uczestniczy w badaniach w ramach projektu EUROPROBE: Trans-European Suture Zone i w pracach nad utworzenia w Peru parku narodowego Kanion Colca.
Jest autorem lub współautorem ponad 100 prac publikowanych, w tym Ilustrowanej encyklopedii skał i minerałów oraz przewodnika Zbieramy minerały i skały. Przewodnik po Dolnym Śląsku.